# تحالف رينو-نيسان
تحالف رينو-نيسان (بالإنجليزية: Renault–Nissan–Mitsubishi Alliance)‏ هو تحالف مشترك بين شركتي رينو ونيسان. تأسس في 27 مارس 1999. يقع مقره في أمستردام.

## التاريخ
بدأ تحالف رينو-نيسان 27 مارس 1999. وفي ذلك الوقت، كانت صناعة السيارات في فترة توطيد السريع. شركات عديدة اندمجت أو تم الحصول عليها في صفقات رفيعة المستوى، أبرزها اكتساب دايملر كرايسلر في عام 1998 (والتي حلت في عام 2007، عندما الشركات فصلت).
في الوقت الذي تم إنشاؤه، واشترت رينو 36.8 في المئة من أسهم نيسان المتميز، وتعهد نيسان لشراء حصة في رينو عندما كان قادراً مالياً. في عام 2001، بعد تحول الشركة من شبه الإفلاس، اشترى نيسان على حصة 15 في المئة في رينو، التي زادت بدورها حصتها في نيسان إلى 44.4 في المئة.
في عام 2002، أنشأ تحالف رينو-نيسان BV (RNBV) على يد كارلوس غصن، وهي شركة الإدارة الاستراتيجية للإشراف على مجالات مثل حوكمة الشركات بين الشركتين. مقرها في أمستردام، فهي شركة مملوكة 50/50 رينو ونيسان، ويوفر مكان محايد للتحالف لتبادل الأفكار، وبناء إستراتيجية وتساعد على الاستفادة القصوى من أوجه التآزر بين الشركتين.
في عام 2006، بدأ تحالف محادثات استكشافية مع جنرال موتورز بشأن إمكانية إنشاء تحالف صناعي. كانت بتحريض المباحثات GM المساهمين الأقلية كيرك كيركوريان. يقال GM طالبت بدفع عدة مليارات من الدولارات للدخول في تحالف، مما دفع غصن لاستدعاء مصطلحي «يتعارض مع روح تحالف». انتهت المناقشات دون التوصل إلى اتفاق في أكتوبر 2006، عندما قال غصن: «من الواضح أن الجانبين لديهما شهية مختلفة تماما للتحالف».
منذ عام 2010، قام التحالف عددا من المشاريع كجزء من اتفاق التعاون الاستراتيجي في شركة دايملر AG الألمانية.

## وصلات خارجية
- الموقع الرسمي